# Ödön von Horváth
Edmund Josef von Horváth (n. 9 decembrie 1901, Fiume, Austro-Ungaria – d. 1 iunie 1938, Paris, Île-de-France, Franța), cunoscut ca Ödön von Horváth, a fost un scriitor austro-ungar de limbă germană.
S-a opus național-socialismului lui Hitler, în scrierile sale denunțând pericolul acestei mișcări extremiste.